# Каярлик
Каярлик (рос. Каярлык) — село Онгудайського району, Республіка Алтай Росії. Входить до складу Єлінського сільського поселення.
Населення — 197 осіб (2015 рік).